# Elezioni amministrative in Italia del 1920
Le elezioni amministrative italiane del 1920 si svolsero tra fine ottobre e inizio novembre, e furono le prime dopo la conclusione della Grande guerra.
L'appuntamento interessò tutti i comuni e le province del vecchio territorio nazionale, essendo tutti gli enti andati in prorogatio a causa del prolungarsi del conflitto e dell'ulteriore rinvio dovuto alla norma che non permetteva di celebrare nello stesso anno le elezioni locali e quelle nazionali. Non vennero invece coinvolte le regioni appena conquistate, non essendo state ancora annesse per il dilungarsi delle trattative internazionali di pace.
Il vigente sistema elettorale maggioritario strutturava la competizione in maniera bipolare tra i Blocchi Nazionali (una coalizione, creata appositamente per queste amministrative e poi riproposta alle elezioni politiche del 1921, che comprendeva liberali di destra, popolari e fascisti) e una coalizione socialista. La principale variante a questo schema era una corsa tripolare col partito cattolico pronto a correre da solo dove si sentiva abbastanza forte da fare a meno dei blocchi borghesi. Il collegio unico delle comunali creava automaticamente in questo ambito larghe maggioranze consiliari, mentre a livello provinciale la ripartizioni per mandamenti poteva creare risultati più bilanciati.
Se a livello generale la vittoria fu appannaggio dei liberali, che conquistarono circa 3418 comuni su 6647 contro i 1915 dei socialisti e i 1314 dei popolari, i successi rossi furono qualitativamente maggiori, poiché concentrati nelle grandi aree urbane più industrializzate e popolose.

## Comuni
Il sistema elettorale delle comunali era all'epoca ancora formalmente apartitico, basandosi tecnicamente sui soli voti di preferenza individuali. Data tuttavia l'estrema abbondanza di essi, dato che ogni elettore ne aveva in numero pari ai quattro quinti dei seggi consiliari, i partiti si organizzavano in liste di fatto, dato che ogni candidato invitava i propri sostenitori a votare anche per tutti i suoi compagni di coalizione. I risultati sottostanti non si riferiscono dunque ad un inesistente voto per i partiti, ma alla media dei voti dei candidati di ogni lista.

### Torino
| Liste  | Liste                                                              | voti   | voti (%) | seggi      |
| ------ | ------------------------------------------------------------------ | ------ | -------- | ---------- |
|        | Blocco nazionalePartito Liberale ItalianoPartito Popolare Italiano | 48.726 | 50,1     | 62 *32 *30 |
|        | Partito Socialista Italiano                                        | 48.592 | 49,9     | 18         |
| Totale | Totale                                                             | 98.295 | 100,0    | 80         |

Domenica 7 novembre 1920. Fonti: La Stampa 

### Milano
| Liste  | Liste                       | voti   | voti (%) | seggi |
| ------ | --------------------------- | ------ | -------- | ----- |
|        | Partito Socialista Italiano | 67.349 | 50,6     | 64    |
|        | Partito Liberale Italiano   | 65.748 | 49,4     | 16    |
| Totale | Totale                      |        | 100,0    | 80    |

Domenica 7 novembre 1920. Fonti: La Stampa 

## Province
La ripartizione per mandamenti rendeva spesso le elezioni provinciali più equilibrate, perché forniva un numero limitato di voti di preferenza a ciascun elettore, non più di quattro e talvolta solo uno.

### Milano
| Liste  | Liste                       | voti            | voti (%) | seggi |
| ------ | --------------------------- | --------------- | -------- | ----- |
|        | Partito Socialista Italiano | 73.400 in città |          | 30    |
|        | Partito Liberale Italiano   | 69.375 in città |          | 30    |
| Totale | Totale                      |                 | 100,0    | 60    |

Domenica 7 novembre 1920. Fonti: La Stampa 